# Caledonelater
Caledonelater là một chi bọ cánh cứng trong họ 
Elateridae.
Chi này được miêu tả khoa học năm 1971 bởi Ôhira.

## Các loài
Các loài trong chi này gồm:
- Caledonelater candezei (Fauvel, 1868)
- Caledonelater candezi (Fauvel, 1867)
- Caledonelater guillebeaui (Perroud, 1864)